# Aquaspirillum serpens
Espèce
Aquaspirillum serpens est l'espèce type du genre Aquaspirillum depuis 1973. Cette espèce est l'une des plus anciennes bactérie connue puisqu'elle a été décrite en 1786 sous le nom de Vibrio serpens. Ce sont des bactéries à gram négatif aérobies de forme spiralée.

## Taxonomie

### Historique
L'espèce Aquaspirillum serpens a été décrite en 1786 sous le nom de Vibrio serpens,. Lors de cette description, Müller l'a caractérisée ainsi « filiformis, ambagibus in angulum obtufum productis » soit «filiforme, avec des courbures produites à un angle obtus» ce qui pouvait laisser penser à un animalcule du type Vibrio. En 1973 lors de la description du genre Aquasipirillum, la souche type a été changée pour la souche ATCC12638 (neotype) qui est donc devenue la nouvelle souche type de l'espèce. Elle a été classée dans ce genre Aquaspirillum sur la base de sa composition en bases GC, sa morphologie et ses caractéristiques générales.

### Étymologie
L'étymologie du nom de genre Aquaspirillum est basée sur le mot aqua et se résume ainsi : A.qua.spi.ril.lum. L. fem. n. aqua, eau; Gr. fem. n. speîra, une spiralle; N.L. neut. dim. n. spirillum, une petite spiralle; N.L. neut. dim. n. Aquaspirillum, Une petite spiralle aquatique. L'étymologie de l'épithète caractéristique de cette espèce est ser’pens. L. masc./fem. n. serpens, rampant; de L. v. serpo; L. fem. n. Serpens, serpent est aussi possible.

## Description d'A. serpens
Les bactéries de cette espèce sont mobiles avec des faisceaux de flagelles bipolaires. Les bactéries sont à gram négatif et ont un diamètre de 0,6 µm à 1,1 µm. Elles ne peuvent pas croître croître en anaérobie sur Nitrate. Elles ne fermentent pas mais peuvent liquéfier la gélatine en quatre jours. Elles peuvent croître en présence de 1% de bile sur milieu EMB mais pas sur 1% glycine. Le Nitrate, l'urée, la tyrosine, la glycine, l'hydroxyproline ne sont pas utilisées comme source d'azote si le succinate plus malate sont utilisés comme sources de carbone. Peu d'intermédiaires du cycle des acides tricarboxyliques peuvent être utilisés comme sources uniques de carbone si l'azote est apporté par les ions ammonium uniquement. Cette espèce ne produit pas de pigments en présence d'acides aminés aromatiques. La sélénite ne peut pas être réduite. Aquaspirillum serpens est catalase positive, phosphatase positive et uréase négative. Le contenu en bases nucléiques GC de l'ADN est de 49 à 51%.

## Habitat
La souche (neo)type (ATCC 12638) utilisée par Hylemon en 1973 a été isolée d'eau fraiche.